# Ana Tulaixvili
Ana Tulaixvili, en georgià: ანა ივანეს ასული თულაშვილი (Tbilisi (Geòrgia), 24 de febrer, 1874 - Idem. 27 de maig, 1956), fou una pianista i professora georgiana. Artista honorada de l'RSS de Geòrgia (1941).

## Biografia
Va estudiar piano a Tiflis amb Alois Mizandary i a París amb Louis Diémer. Des de 1903 va ser professora de piano a l'Escola de Música de Tiflis, i des de 1917 al Conservatori de Tiflis, on el 1925 es va convertir en la primera dona professora-música de Geòrgia; el 1926-1948 (amb un descans) - degà de la facultat de piano i cap del departament. Entre els estudiants hi ha Rudolf Kehrer, Tengiz Amirejibi, Eduard Grikurov, Nelly Gachechiladze, Vanda Shiukashvili i altres.

## Premis
- 1941 - Artista honorat de l'RSS de Geòrgia
- Ordre de Lenin
- Ordre de la Bandera Vermella del Treball

## Literatura
- Diccionari enciclopèdic musical / Ch. ed. G. V. Keldysh. - M.: Enciclopèdia soviètica, 1990. - p. 555 - ISBN 5-85270-033-9
- Shiukashvili Vanda, pianista digne, "Drosha", 1961, núm. 4
- Shiukashvili Vanda, educador, líder, amic, "Sabchota Helovneba", 1965, núm. 12
- Kiladze Nora, Ana Tulaixvili, “Subchota of the Helovsky”, 1969, núm. 11
- Vachnadze Margarita, Ana Tulaixvili. // Assajos sobre la història de la música per a piano georgiana. - Tbilisi, 1973. (Geòrgia)
- Vachnadze Margarita, Els primers pianistes-professors georgians // Música a Tbilisi. - Tbilisi, 1980.